# Céu
Maria do Céu Whitaker Poças (São Paulo, 1980), beter bekend als Céu, is een Braziliaanse zangeres en songwriter.

## Biografie
Céu's vader was componist, arrangeur en musicoloog. Op jonge leeftijd leerde Céu zo het werk kennen van Braziliaanse componisten als Heitor Villa-Lobos, Ernesto Nazareth en Orlando Silva.
Céu woonde vanaf haar 19e enige tijd in New York. Hier kwam ze in aanraking met (Amerikaanse) stijlen als jazz, elektronica, moderne r&b en hiphop. In New York raakte ze bevriend met componist en musicus Antonio Pinto. Pinto werkte mee aan Céu's debuutalbum, dat in 2005 uitkwam.
Vanaf haar eerste album onderscheidt Céu zich door haar originele mix van muziekstijlen. Céu combineert Braziliaanse stijlen met moderne ritmes en elektronica en allerlei andere stijlen. Traditionele Braziliaanse muziekstijlen spelen een belangrijke rol in Céu's muziek: bossanova (te horen in haar onderkoelde, ontspannen en sensuele zang), samba, tropicália, choro en brega. Maar Céu wordt net zozeer beïnvloed door de bloeiende en diverse muziekscene van Sao Paulo, de stad van de Braziliaanse fusion en elektronica. Op haar albums is veel ruimte voor elektronische en soms experimentele geluiden, ook zijn invloeden te horen van triphop en van elektronische muziekgroepen zoals Thievery Corporation. Céu laat zich daarnaast inspireren door allerlei muziekstijlen met Afrikaanse wortels: van afrobeat en reggae tot cumbia, choro en Afro-Amerikaanse stijlen als jazz en hiphop.

## Erkenning en waardering
Céu's muziek werd meermalen bekroond met prijzen en nominaties, waaronder Latin Grammy Awards.
Met haar debuutalbum bereikte ze de nummer 1 positie in de Top World Albums lijst van het Amerikaanse Billboard.
Het Britse muziektijdschrift Songlines gaf Vagarosa (2009) 5 sterren en noemde Céu in een recensie van Caravana Sereia Bloom (2012) "één van de belangrijkste nieuwe artiesten van Brazilië", die "Braziliaanse muziek nieuw leven heeft ingeblazen". The Guardian schreef over Céu's debuut dat ze een stijl heeft ontwikkeld "die verfrissend nieuw is en toch typisch Braziliaans".

## Prijzen en nominaties (selectie)
- 2006: Nominatie voor Latin Grammy Award in de categorie Best New Artist[9]
- 2008: Nominatie voor Grammy Award in de categorie Best Contemporary World Music Album[10]
- 2010: Nominatie voor Latin Grammy Award in de categorie Best Brazilian Contemporary Pop Album
- 2012: Nominatie voor Latin Grammy Award in de categorie Best Brazilian Contemporary Pop Album
- 2016: Latin Grammy Award in de categorie Best Portuguese Language Contemporary Pop Album
- 2016: Prêmio Multishow (Multishow Award) in de categorie Beste (cover)versie[11]
- 2016: Prêmio Multishow (Multishow Award) in de categorie Album - Beste opname
- 2020: Latin Grammy Award in de categorie Best Portuguese Language Contemporary Pop Album

## Discografie
- Céu (2005)
- Remixed EP (2007)
- Vagarosa (2009)
- Caravana Sereia Bloom (2012)
- Céu – Ao Vivo (2014)
- Tropix (2016)
- Apká! (2019)
- Um Gosto de Sol (2021)
- Novela (2024)